# Fritz Eggeling
Fritz Eggeling (* 16. Juni 1913 in Braunschweig; † 2. März 1966 in Hannover) war ein deutscher Architekt und Stadtplaner.

## Leben
1931 schloss Eggeling eine Maurerlehre ab, um anschließend bis 1935 seine Ausbildung an der Fachabteilung für Hochbau an der städtischen Handwerker- und Kunstgewerbeschule in Braunschweig fortzusetzen. Bis zum Krieg war er Mitarbeiter bei Hans Bernhard Reichow am Hochbauamt Stettin.
Von 1939/40 bis 1945 war Eggeling Baubeamter der Luftwaffe. Nach dem Krieg war er beim Stadtplanungsamt Braunschweig beschäftigt und arbeitete für Konstanty Gutschow und Hans Bernhard Reichow und als freier Mitarbeiter.
Ab 1949 war er in der Bauverwaltung der Stadt Hannover unter Rudolf Hillebrecht mit dem Wiederaufbau beschäftigt, zuletzt als städtischer Baurat. Ab 1957 hatte Eggeling mit Reichow die technische und künstlerische Oberleitung beim Aufbau der Sennestadt.
1958 errang er gemeinsam mit Friedrich Spengelin und Gerd Pempelfort den ersten Preis im Ideenwettbewerb um die Gestaltung der Hauptstadt Berlin, bevor er dort 1960 Professor am Lehrstuhl für Städtebau und Siedlungswesen der TU Berlin wurde.
Ab 1962 plante Eggeling nach gewonnenem Wettbewerb die Neue Stadt Wulfen bei Dorsten am Nordrand des Ruhrgebiets. Die Planung der Bergarbeiter-Stadt für ursprünglich anvisierte 50.000 Einwohner ist als Hauptwerk Eggelings anzusehen. Da die Zeche Wulfen aber klein blieb und zudem noch 2000 geschlossen wurde, sind die Planungsziele im Laufe der Zeit immer weiter reduziert worden. Zwischen Ende 2006 und 2010 ist ein kleiner Teil im Rahmen des Stadtumbau West abgerissen bzw. zurückgebaut worden.
1966 starb Eggeling an einem Herzinfarkt in Hannover.

## Werk

### Stadt- und Regionalplanung
- Flächennutzungsplanung für den Wiederaufbau Hannovers unter Hillebrecht (1949)
- Insel Helgoland, Wettbewerb zum Wiederaufbau, Wettbewerbsentwurf (1951/52)
- Bielefeld-Sennestadt, künstlerische und technische Oberleitung unter Reichow (1957–1960)
- Wohngebiet Müggelsee, Hildesheim-Drispenstedt, Planungsauftrag für eine Neubaugebiet (1958)
- 1. Preis beim städtebaulichen Ideenwettbewerb „Hauptstadt Berlin“ gemeinsam mit Friedrich Spengelin und Gert Pempelfort (1958)
- Barnestadt in Wunstorf, Planungsauftrag gemeinsam mit Bernhard Reichow (1959–1961)
- Wohngebiet Mühlenberg, Hannover und Wettbergen, Planungsauftrag für ein Neubaugebiet (1961–63)
- Städtebauliche Gesamtplanung für die Neue Stadt Wulfen, Wettbewerbsentwurf (1. Preis, 1961)
- Neue Stadt Wulfen, Planungsauftrag (1962–66)
- Wohngebiet Karthause, Koblenz, Gutachterentwurf (1962)
- Sanierungsgebiet Wedding Brunnenstraße (SWB) in Berlin, städtebauliches Gutachten (1963)
- Sanierungsgebiet Wedding Brunnenstraße (SWB) in Berlin, Beratungsauftrag (1964–66)
- Ludwigshafen Innenstadt, städtebaulicher Ideenwettbewerb (1. Preis) gemeinsam mit Heinrich Suhr, Peter Dellemann, Lutz Hoffmann (1964)
- Mitbegründer der StadtBauwelt gemeinsam mit Gerd Albers (1964)
- Ortskern Steinhagen/Westfalen, Gutachterentwurf für eine Neubaugebiet (1964)
- Wohngebiet Hardtberg, Landkreis Bonn, Gutachterentwurf für eine Neubaugebiet (1964)
- Wohngebiet Hardtberg, Landkreis Bonn, Planungsauftrag (1965/66)
- Ortskern Steinhagen/Westfalen, Planungsauftrag (1965/66)
- Städtebaulicher Ideenwettbewerb für Berlin-Ruhwald (engere Wahl) (1965)
- Wohngebiet Buckow, Berlin-Neukölln, Gutachterentwurf (1965)

### Bauplanung
- Städtische Bauverwaltung (heute: Baudezernat) am Rudolf-Hillebrecht-Platz 1 in Hannover, gemeinsam mit Werner Dierschke und Alfred Müller-Hoeppe[2]
- Wohnungen Leuschnerstraße, Hannover-Mühlenberg, gemeinsam mit Haro von Freytag-Loringhoven; Entwurf: 1963–1965, Ausführung: 1964–1968
- Wohnungen Barkenberg-Süd, Neue Stadt Wulfen, gemeinsam mit Hans Stumpfl[3]; Entwurf: 1965, Ausführung: 1968
- Theatervorplatz Gelsenkirchen, gemeinsam mit Hans Stumpfl und Hans Hansen; Wettbewerbsentwurf 1962, 3. Preis
- Staatliche Kreditanstalt Oldenburg-Bremen/Bremer Landesbank, Oldenburg, gemeinsam mit Haro von Freytag-Loringhoven und Jochen Völker; Entwurf und Ausführung: 1959–1962
- Volksschule Mühlenberg-Nord, Hannover-Mühlenberg, gemeinsam mit Haro von Freytag-Loringhoven; Entwurf und Ausführung: 1965–1967
- Forstliche Fakultät der Universität Göttingen, gemeinsam mit Haro von Freytag-Loringhoven; Gutachterentwurf und Planungsauftrag, Entwurf ab 1960, Ausführung ab 1965